# Objawienia w Gietrzwałdzie

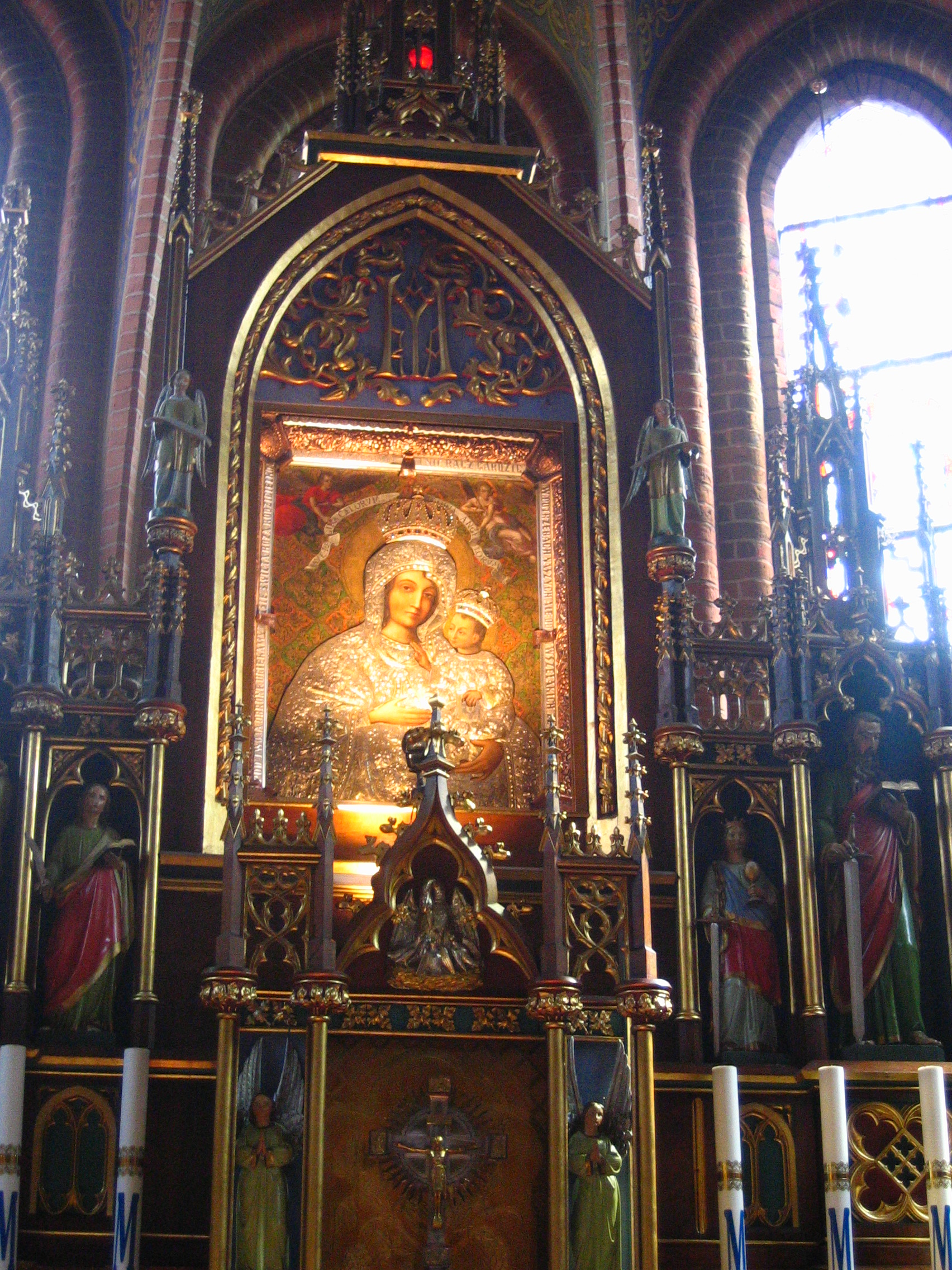
Cudowny obraz Matki Bożej Gietrzwałdzkiej

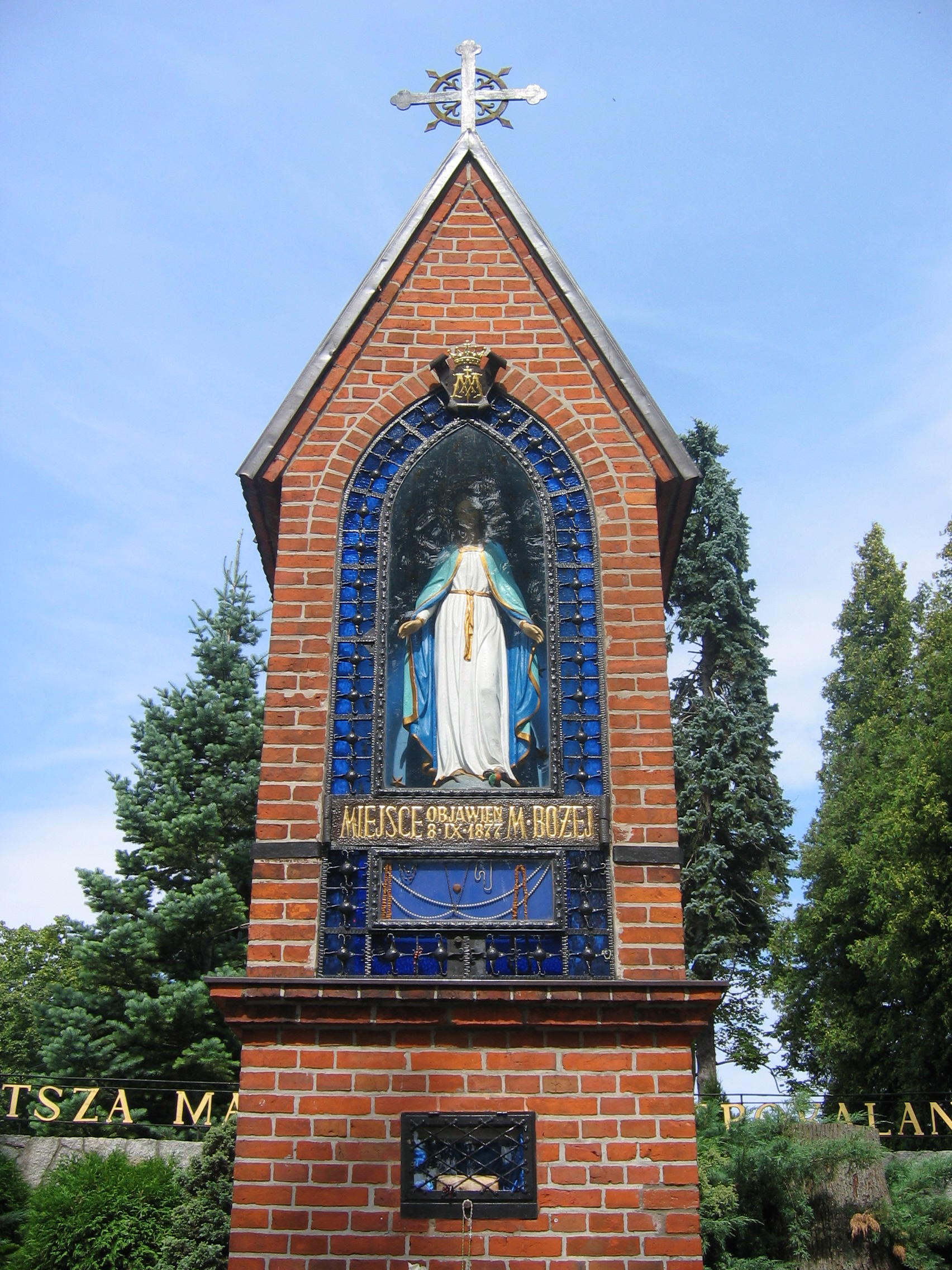
Kapliczka objawień Matki Bożej w Gietrzwałdzie

Objawienia w Gietrzwałdzie – seria objawień maryjnych, które miały miejsce we wsi Gietrzwałd na Warmii (wówczas w zaborze pruskim) między 27 czerwca a 16 września 1877 roku. Wówczas trzynastoletnia Justyna Szafryńska i dwunastoletnia Barbara Samulowska w stanie ekstazy widziały na przykościelnym klonie objawienia Matki Bożej rozmawiającej z nimi po polsku. W tym czasie podobne wizje miały również inne osoby. Są to jedyne objawienia maryjne w Polsce, których kult został zatwierdzony przez Kościół rzymskokatolicki.
Objawienia były badane przez władze kościelne w trakcie ich trwania.
Maryja miała powiedzieć, że Kościół na ziemiach polskich nie będzie prześladowany, a polskich kapłanów będzie więcej, jeśli ludzie będą się modlić i odmawiać różaniec. Przemawiała do nich po polsku, w gwarze warmińskiej. Wzmocniło to ruch polski na Warmii, zacieśniło więzi między Kościołem katolickim a polskim ruchem patriotycznym, a także utrwaliło kult maryjny w Polsce.

## Objawienia
Wizjonerkami były krewne i koleżanki trzynastoletnia Justyna Szafryńska z Nowego Młyna koło Woryt i dwunastoletnia Barbara Samulowska z Woryt. Obie były Warmiaczkami, pochodziły z biednych polskojęzycznych i katolickich rodzin.
27 czerwca pierwsza ujrzała postać Justyna, wracająca właśnie z matką z egzaminu przed przystąpieniem do pierwszej komunii. Po 3 dniach, 30 czerwca, w czasie odmawiania różańca w przeddzień pierwszej komunii, pod klonem przed kościołem, objawienia doznała również Barbara, która wizję opisała tak: „Matka Boska siedziała na tronie wśród aniołów z Jezusem na kolanach”. 
Dziewczynki o wizjach powiadomiły proboszcza, ks. Augustyna Weichsla, a ten z kolei powiadomił biskupa warmińskiego Philippa Krementza, który powołał specjalne komisje do zbadania tego nadzwyczajnego wydarzenia.  
Dziewczynki na polecenie księdza zadały objawionej postaci różne pytania i twierdziły, że uzyskały odpowiedzi, o czym potem opowiedziały: pytanie: „Kto Ty Jesteś?”, odpowiedź: „Jestem Najświętsza Panna Maryja Niepokalanie Poczęta!”. Na pytanie: „Czego żądasz, Matko Boża?” odpowiedź brzmiała: „Życzę sobie, abyście codziennie odmawiali różaniec!”. Między wieloma pytaniami o zdrowie i zbawienie różnych osób, dzieci przedłożyły i takie: „Czy Kościół w Królestwie Polskim będzie oswobodzony?”, „Czy osierocone parafie na południowej Warmii wkrótce otrzymają kapłanów?”. Odpowiedź w ich relacji brzmiała następująco: „Tak, jeśli ludzie gorliwie będą się modlić, wówczas Kościół nie będzie prześladowany, a osierocone parafie otrzymają kapłanów!”. 
Te pytania wynikały z ówczesnych prześladowań Kościoła katolickiego przez carat w Królestwie Polskim po powstaniu styczniowym i ograniczania jego wpływów w zaborze pruskim w okresie kulturkampfu. Władze pruskie odnosiły się do objawień negatywnie. Odpowiedzi Matki Boskiej przekazane przez wizjonerki przyniosły wtedy pocieszenie Polakom. Rozpowszechniło się przekonanie, że przepowiednie się wypełniły. Dlatego też Polacy ze wszystkich dzielnic rozbiorowych gromadnie pielgrzymowali do Gietrzwałdu.
Przez cały okres objawień każdego dnia odbywało się nabożeństwo pod przykościelnym klonem. Justyna i Barbara po każdej wizji relacjonowały je księdzu Weichslowi i przekazywały mu polecenia od postaci. Czasem w relacjach dziewcząt występowały drobne różnice.
8 września wizjonerki opowiedziały, że Matka Boska pobłogosławiła pobliskie źródełko, które po dziś dzień jest uznawane przez wiernych za cudowne.
W tym samym czasie, oprócz dwóch dziewcząt, zgłaszało się do księdza Weichsla kilkanaście kobiet z Warmii i dalszych okolic, które twierdziły, że również miały objawienia.  Spośród nich uznanie proboszcza uzyskały jedynie wizje dwóch innych kobiet z Gietrzwałdu, 23-letniej Katarzyny Wieczorkówny (1853–1897) i 49-letniej wdowy Elżbiety Bilitewskiej (1828–1903), których wizje trwające jeszcze do 1879, mimo różnic, również zwykle zalicza się do objawień gietrzwałdzkich.
W miejscu objawień postawiono kapliczkę z wizerunkiem Matki Boskiej. Z klonu zachował się tylko kawałek drewna, z którego wykonano krzyż.
Obie młode wizjonerki, Justyna Szafryńska i Barbara Samulowska, zgodnie z przekazanym im w wizji poleceniem zostały wychowankami i zakonnicami w zgromadzeniu sióstr szarytek, najpierw w Chełmnie, a potem w Paryżu. Młodsza z nich, Samulowska, przybrała zakonne imię Stanisława i pozostała w zakonie do swojej śmierci, która nastąpiła w 1950 roku w Gwatemali. Natomiast starsza, Justyna Szafryńska, w lipcu 1897 roku potajemnie opuściła zakon w wieku 33 lat, powróciła do stanu świeckiego i zajęła się krawiectwem. W grudniu 1899 roku zawarła w Paryżu związek małżeński z nauczycielem Rajmundem Bigotem i pozostała wraz z rodziną we Francji.

## Uznanie przez Kościół
W stulecie objawień biskup warmiński Józef Drzazga, na mocy decyzji Prymasa Polski i za pozwoleniem Stolicy Apostolskiej, specjalnym dekretem z 11 września 1977 zatwierdził kult objawień Matki Bożej w Gietrzwałdzie jako "nie sprzeciwiający się wierze i moralności chrześcijańskiej, który został oparty na wiarygodnych faktach, mających charakter nadprzyrodzony".

## Czasy współczesne
Do Sanktuarium Maryjnego w Gietrzwałdzie co roku przybywają liczne grupy pielgrzymów (w ostatnich latach łącznie około 1 miliona rocznie).
- 10 września 1967 roku, na dziewięćdziesięciolecie objawień, prymas Polski, kardynał Stefan Wyszyński koronował obraz Matki Bożej.
- 2 lutego 1970 roku papież Paweł VI nadał kościołowi w Gietrzwałdzie tytuł i godność bazyliki mniejszej.
- W 1977 roku Kościół zatwierdził objawienia jako autentyczne.
- W 2019 Poczta Polska wydała okolicznościowy znaczek pocztowy poświęcony objawieniom Matki Bożej w Gietrzwałdzie[10].
- W 2024 ukazał się film dokumentalny Gietrzwałd 1877. Wojna światów w reżyserii Grzegorza Brauna[11].